# Katrin Meinke
Katrin Meinke (Wismar, 19 september 1979) is een wielrenner uit Duitsland.
Van 2001 tot 2003 was Meinke drie maal op rij Duits nationaal kampioene 500 meter tijdrit op de baan. In 1999 en 2003 was zij ook nationaal kampioene sprint.
Op de Olympische Zomerspelen van 2004 in Athene nam Meinke voor Duitsland deel aan het onderdeel baansprint, waarbij ze de zesde plaats behaalde.